# Lechriodus fletcheri
Lechriodus fletcheri – gatunek płaza bezogonowego z rodziny Limnodynastidae występujący endemicznie w australijskich stanach Queensland i Nowa Południowa Walia. Cechuje się szorstkim grzbietem, stąd angielska nazwa sandpaper (papier ścierny) frog. Zasiedla lasy tropikalne, w których rozmnaża się w okresowych zbiornikach wodnych. Gatunek najmniejszej troski (LC) w związku z m.in. szerokim zasięgiem występowania i dużymi rozmiarami populacji.

## Wygląd
Dorasta do 6 cm długości. Grzbiet jasno- lub ciemnobrązowy. Na kończynach dolnych występują ciemne pasy. Na głowie widoczny czarny pas, który rozciąga się od obszaru za okiem poprzez błonę bębenkową do barku. Grzbiet jest szorstki, tak jak papier ścierny (stąd angielska nazwa płaza – sandpaper frog). Brzuch jest biały, a na dłoniach i stopach występują ciemniejsze plamki.

## Zasięg występowania i siedlisko
Występuje wyłącznie na południe od australijskich gór Mistake Mountains (południowo-wschodni stan Queensland położony w północno-wschodniej Australii) do miasta Gosford na środkowym wybrzeżu Nowej Południowej Walii. Zasięg występowania wynosi około 63 200 km². Gatunek nocny i naziemny – spotkać go można w lasach deszczowych oraz wilgotnych lasach zawsze zielonych twardolistnych, gdzie zazwyczaj chowa się pomiędzy liśćmi w ściółce. Żywi się bezkręgowcami.

## Rozmnażanie i rozwój
Do rozrodu dochodzi od września do marca podczas intensywnych opadów deszczu. Około 300 jaj składanych jest w gnieździe pianowym (ang. foam nest) w okresowych zbiornikach wodnych. Gniazdo następnie dryfuje na powierzchni zbiornika, a kijanki wykluwają się po 3–4 dniach. Do przeobrażenia w osobniki dorosłe dochodzi po 20–30 dniach. U kijanek często dochodzi do kanibalizmu – nowo wyklute osobniki często odżywiają się niewyklutymi jajami (które zjadane są w całości), co zapewne stanowi adaptację do życia w środowisku ubogim w składniki odżywcze.

## Status
Gatunek najmniejszej troski (LC) w związku z szerokim zasięgiem występowania, dużymi rozmiarami populacji oraz brakiem zagrożeń znacząco zmniejszających liczebność populacji.